# Armoriale delle famiglie italiane (H)
Questo è l'armoriale delle famiglie italiane il cui cognome inizia con la lettera H.

## Armi

### Ha
| Stemma | Casato e blasonatura |
| ------ | --- |
|        | Hahn (Trieste) Titoli: Nobile col predicato di Campogallo Semipartito troncato: al 1º di rosso al busto di guerriero vestito d'acciaio, posto in maestà, tenente con la destra la spada, posta leggermente in sbarra e con la sinistra un quadrifoglio al naturale; al 2º di verde, alla fascia ondata d'argento, caricata di quattro pesci; al 3º d'azzurro a tre monti di verde su quello di mezzo un gallo d'oro, crestato e barbigliato di rosso, sormontato da quattro quadrifogli al naturale (citato in Spreti, vol. III, pag. 657) Busto di guerriero uscente dalla partizione in maestà tenente con la destra una spada posta in sbarra e un quadrifoglio in sinistra tutto al naturale su rosso - 4 pesci al naturale su fascia ondata di argento su verde - 3 monti al naturale uscenti dalla punta di verde - il secondo cimato da un gallo di oro crestato e barbato di rosso - sormontato da 4 quadrifogli al naturale posti a ventaglio tutto su azzurro (citato in Leonemarinato, Hahn) Ornamenti esteriori: nobiliari col cercine e gli svolazzi a destra di rosso e d'argento, a sinistra d'azzurro e d'oro col cimiero su l'elmo torneario del guerriero dello scudo d'argento |
|        | Hahn (Roma) Titoli: Baronessa D'argento al gallo di rosso (citato in Spreti, vol. III, pag. 657) Gallo fermo di rosso su argento (citato in Leonemarinato, Hahn) Ornamenti esteriori: baronali femminili |
|        | Hall (Fiesole) D'azzurro, alla mano di carnagione uscente in palo da un cercine di rosso e tenente un libro aperto al naturale, sulle cui pagine è scritto HOLY BIBLE; il tutto accompagnato in punta da una lettera H in carattere gotico, d'oro (citato in Ceramelli, fasc. 5801) |
|        | Hallez (Fiesole) Inquartato: nel 1° e 4° di rosso, all'ape montante d'oro; nel 2° e 3° d'azzurro, alla croce scorciata d'oro; sul tutto d'argento, alla croce cucita d'oro (citato in Ceramelli, fasc. 5802) |
|        | Hardouin D'argento alla croce di Sant'Andrea di azzurro accantonata da quattro mosche d'armellino di nero (citato in Spreti, vol. III, pag. 659) |
|        | Hardouin (Roma, Parigi, Gallese) Partito: nel 1º d'argento alla croce di Sant'Andrea di azzurro accantonata da quattro mosche d'armellino di nero (Hardouin); nel 2º di rosso al gallo al naturale (Gallese) (citato in Spreti, vol. III, pag. 659) Croce di Sant'Andrea di azzurro accantonata da - 4 mosche di armellino di nero su argento - gallo passante al naturale su rosso (citato in Leonemarinato, Hardouin) |
|        | Hardouin (Parigi, Gallese) Gallo al naturale crestato e barbato di rosso su rosso (citato in Leonemarinato, Hardouin) |
|        | Hardouin Monroy (Roma) Partito: 1º dei Gallese che è partito a) di argento alla croce di Sant'Andrea d'azzurro accantonata da 4 mosche di armellino di nero; b) di rosso al gallo al naturale; 2º dei Monroy che è inquartato nel 1º e 4º di rosso al castello torricellato di tre pezzi d'oro aperto e finestrato d'azzurro; nel 2º e 3º di vajo pieno. Sul tutto uno scudetto circolare d'oro a 4 pali di rosso con la bordura d'azzurro caricata di 8 crocette di Malta d'argento (citato in Spreti, vol. III, pag. 660) Croce di Sant'Andrea di azzurro accantonata da - 4 mosche di armellino di nero su argento - gallo passante al naturale su rosso - 4 pali di rosso su scudetto circolare di oro con bordura circolare di azzurro caricata di 8 crocette di Malta di argento su - inquartato di rosso al castello a 3 torri di oro aperto e finestrato di azzurro e di - vajo pieno (citato in Leonemarinato, Hardouin Monroy) |
|        | Harrach (Monaco di Baviera) Bandato di oro e d'azzurro col capo d'oro caricato di due uccelli soranti ed affrontati, quello a destra d'argento e l'altro di nero, accompagnati in capo da una stella di otto raggi di rosso (citato in Spreti, vol. III, pag. 660) Bandato di oro e di azzurro - 2 uccelli soranti affrontati di argento a sinistra e di nero a destra sormontati da - stella (8 raggi) di rosso su oro in capo (citato in Leonemarinato, Harrach) |
|        | Harrach (Napoletano) Di rosso a tre piume d'argento che si dipartono a raggiera da un bottone d'oro, le due superiori verso i cantoni superiori dello scudo; quella inferiore verso la punta; lo scudo accollato dal collare del Toson d'Oro (citato in Nobili napoletani, Harrach) |
|        | Hartig (Bolzano) Crocetta potenziata di oro su fascia di nero cuneata di argento su oro - aquila di nero in volo in banda su azzurro - 3 cime di argento al naturale digradanti verso sinistra uscenti dalla partizione su azzurro (citato in Leonemarinato, Hartig) |
|        | Hartung (Merano, Parma) Verga in banda accollata da un serpente di verde con fiori in bocca di argento su rosso - aquila bicipite partita di nero e di oro su partito di oro e di nero (citato in Leonemarinato, Hartung) |
|        | Hauce (Napoletano) (la blasonatura non è stata ancora caricata) (citato in Nobili napoletani, Hauce) |
|        | Haulino (Napoletano) (la blasonatura non è stata ancora caricata) (citato in Nobili napoletani, Haulino) |
|        | Haushalter (Lucca) Inquartato: nel 1° e 4° d'oro, alla ghirlanda di verde; nel 2° d'argento, alla torre di rosso; nel 3° pure d'argento, a due fasce increspate d'azzurro (citato in Ceramelli, fasc. 5803) |
|        | Havet (Firenze) D'azzurro, a tre stelle a otto punte d'oro, 2.1 (citato in Ceramelli, fasc. 2608) |
|        | Hayré (Firenze) D'azzurro, al cavallo inalberato d'argento, gualdrappato di verde e bardato d'oro (citato in Ceramelli, fasc. 2609) |

### He
| Stemma | Casato e blasonatura |
| ------ | --- |
|        | Heath (Londra) Di nero, alla punta d'oro, caricata di un gallo di montagna al naturale, rivoltato ed accompagnata nei cantoni del capo da due speronelle di 5 punte d'oro (citato in Spreti, vol. III, pag. 661) Punta di oro cimata da - un gallo al naturale rivolto accompagnato nei cantoni del capo da - 2 rotelle di sperone a 5 punte di oro tutto su nero (citato in Leonemarinato, Heath) Cimiero: la testa e il collo del gallo di montagna strappata, tenente nel becco una speronella del campo Motto: Franc et loyal |
|        | Hellrigl (Vahrn (Bressanone)) Titoli: Nobile del S. R. I. e di Rechtenfeld Inquartato: nel 1º e 4º d'oro al montone nero rampante; nel 2º d'azzurro al braccio di carnagione uscente da una nube d'argento dell'angolo superiore sinistro e tenente con la mano una bilancia d'oro in bilico; nel 3º d'azzurro al destrocherio vestito d'argento col risvolto verde ed uscente dal lato sinistro dello scudo e impugnante una spada d'acciaio, manicata d'oro e posta in palo (citato in Spreti, vol. III, pag. 662) Montone rampante di nero su oro - braccio destro di carnagione uscente da una nuvola posta nel canton destro del capo tenente una bilancia di oro su azzurro - braccio destro vestito di argento con polsino di verde uscente da destra tenente con la mano di carnagione una spada in palo punta in alto di acciaio manicata di oro su azzurro (citato in Leonemarinato, Hellrigl) Cimiero: l'aquila di nero |
|        | Henraux Sanchollf (Serravezza, Parigi) Troncato semipartito: al 1º d'oro a tre martelli al naturale ordinati in fascia; al 2º d'azzurro al monte di pietre al naturale; al 3º di rosso alla testa di bove d'argento, uscente dalla sinistra dello scudo (citato in Spreti, vol. III, pag. 662) Troncato: nel 1° d'oro, a tre martelli da minatore al naturale, posti in palo e ordinati in fascia; nel 2° partito: a/ d'azzurro, al blocco di marmo al naturale, b/ di rosso, alla testa e collo di bue d'argento (citato in Ceramelli, fasc. 5804) 3 martelli al naturale in palo posti in fascia su oro - monte di pietre al naturale su azzurro - testa e collo di bue di argento uscente da destra su rosso (citato in Leonemarinato, Henraux Sanchollf) Motto: Labor semper probus |
|        | Henrici de Angelis (Napoli) D'argento a tre onde di rosso accompagnate nel capo da tre rose del medesimo, ordinate in fascia (citato in Spreti, vol. III, pag. 662) 3 fasce ondate di rosso su argento - 3 rose di rosso poste in fascia in alto su argento (citato in Leonemarinato, Henrici de Angelis) |
|        | Henrico o Enrico (Sicilia) D'azzurro, alla banda scaccata d'oro e del campo, di tre file, costeggiata da sei stelle d'argento (citato in Mango) |
|        | Henrico (Mirabella Eclano) Fascia di oro su azzurro - 3 stelle (5 raggi) di oro poste in fascia in alto su azzurro - luna montante di argento in basso su azzurro (citato in Leonemarinato, Henrico) |
|        | Henriquez o Enriquez (Sicilia) D'argento, incappato di rosso, a due castelli di tre torri d'oro e in punta da un leone coronato di porpora, e la bordatura di rosso, carica di gigli d'oro (citato in Mango) |
|        | Henry de Cremieu o Enricis (Delfinato) Titolo: conti di Altessano, Altessano Superiore; signori di Osasio, Stupinigi e in Francia: conti di Crémieu, Quirieu, La Balme (Delfinato), Rochette D'argento, al cuore di rosso, carico delle lettere IHS, d'oro, con il capo d'azzurro, carico di un leone leopardato, d'argento (citato in Bona, Henry de Cremieu) |
|        | Hercolani (Bologna, Osimo) Palato d'azzurro e d'oro di sei pezzi, alla banda del primo caricata di tre corone d'oro, attraversante, al capo d'azzurro a tre gigli d'oro fra i pendenti di un lambello di rosso (citato in Spreti, vol. III, pag. 663) 3 corone di oro su banda di azzurro su - palato di azzurro e di oro - capo d'Angiò (citato in Leonemarinato, Hercolani) |
|        | Hercolani (Macerata) Di azzurro allo scaglione di argento accompagnato in capo da un giglio d'oro accostato da due stelle di 6 raggi d'oro e in punta da altra stella di 6 raggi pure d'oro (citato in Spreti, vol. III, pag. 664) Scaglione di argento accompagnato da - 3 stelle (6 raggi) di oro poste 2,1 sormontato da - giglio di oro tutto su azzurro (citato in Leonemarinato, Hercolani) |
|        | Hercolani Fava Simonetti (Bologna, Osimo) titoli: Conte, trattamento di Don e Donna Palato d'azzurro e d'oro di sei pezzi; alla banda del primo caricata di tre corone d'oro, attraversante, al capo d'azzurro a tre gigli d'oro fra i quattro pendenti di un lambello di rosso (citato in Spreti, vol. III, pag. 664) |
|        | Herdbott (Trieste) Titoli: Nobile dell'I. A. D'oro mantellato di rosso, il campo d'oro carico di una alabarda di nero, il campo rosso, a destra carico di tre stelle (6) d'oro, a sinistra carico di un destrocherio armato di argento impugnante uno stocco dello stesso, manicato d'oro (citato in Spreti, vol. III, pag. 664) Alabarda di nero posta in palo su oro - mantellato di rosso - a sinistra caricato di 3 stelle (6 raggi) di oro poste in fascia - a destra caricato da un braccio destro armato di argento uscente da destra impugnante con la mano di carnagione uno stocco (pugnale) di argento posto in palo (citato in Leonemarinato, Herdbott) Cimiero: un grifo alato d'argento imbeccato di rosso ed impugnante lo stocco dello scudo |
|        | Heredia o Eredia (Sicilia) Titolo: barone di Giarratana, Sortino, Palazzolo D'azzurro, con cinque torri d'argento ordinate in decusse (citato in Mango) |
|        | Heripot (Napoletano) (la blasonatura non è stata ancora caricata) (citato in Nobili napoletani, Heripot) |
|        | Hermann Targiani (Napoli) Troncato con la fascia di rosso sulla partizione, al 1º di azzurro al leone nascente sormontato da una stella il tutto d'oro, al 2º di oro allo scaglione di azzurro (citato in Spreti, vol. III, pag. 664) Fascia di rosso su troncato di azzurro e di oro - leone rampante nascente dalla fascia di oro su azzurro sormontato da - stella (5 raggi) di oro su azzurro - scaglione di azzurro su oro (citato in Leonemarinato, Hermann Targiani) |
|        | Hermogida (Catanzaro) D'azzurro a due bande accompagnate in capo da una stella ad otto punte ed in punta da altre due in banda il tutto d'oro (citato in DAlena e in Morrica, Hermogida) |
|        | Hernandez o Herandes o Ernandez (Trapani, Monte San Giuliano) Titolo: conti di Carrera D'azzurro, al leone coronato di oro, rampante contro un albero di pino sradicato al naturale (citato in Spreti, vol. III, pag. 665 e in La Rosa, Hernandez) D'azzurro, al leone coronato d'oro, rampante contro un albero di pino al naturale (citato in Mango e in Nobili di Sicilia, Hernandez Copia archiviata, su famiglia-nobile.com. URL consultato il 22 marzo 2013 (archiviato dall'url originale il 5 marzo 2016).) Leone rampante coronato di oro contro - un albero di pino sradicato al naturale su azzurro (citato in Leonemarinato, Hernandez) |
|        | Herrighetti o Arrighetti (Sicilia) D'azzurro, con una banda d'oro caricata di granati fioriti di rosso (citato in Nobili di Sicilia, Herrighetti Copia archiviata, su famiglia-nobile.com. URL consultato il 22 marzo 2013 (archiviato dall'url originale il 5 marzo 2016).) |
|        | Herring (Trieste, Parigi) Titoli: Nobile dell'I. A. e Barone di Frankensdorf Troncato: nel 1º partito: a) di argento al pesce aringa al naturale posto in palo; b) di rosso all'ancora d'argento; nel 2º d'azzurro all'ariete di argento passante su una campagna di verde (citato in Spreti, vol. III, pag. 666) Pesce aringa al naturale posto in palo su argento - ancora di argento posta in palo a 2 marre su rosso - ariete di argento passante su terrazzo di verde su azzurro (citato in Leonemarinato, Herring) Cimieri: a destra, l'ariete d'argento, ritta, nascente e rivoltata; a sinistra l'ancora dello scudo fra due proboscidi di rosso Sostegni: due grifi alati rimirantisi, linguati di rosso ed armati d'oro, poggiati su di un arabesco puro d'oro Motto: Laborando libertatem, in lettere d'argento su nastro azzurro                                                                                       |
|        | Hertz (Amburgo, Firenze) D'oro al fiume d'azzurro, fluttuoso di argento, posto nella campagna e scorrente sopra una pianura erbosa, con un frassino in essa nodrito, il tutto al naturale; il frassino attraversante sul fiume e caricante il campo, col capo di nero a due teste di leone d'oro strappate; il tutto con la bordura d'azzurro carica di dodici stelle d'oro (citato in Spreti, vol. III, pag. 666) Albero di frassino nodrito sulla riva in primo piano del terrazzo attraversato da un torrente tutto al naturale su oro - 2 teste di leone di profilo di oro poste in fascia su nero in capo - bordura di azzurro caricata di 12 stelle (5 raggi) di oro (citato in Leonemarinato, Hertz) Cimiero: un leone d'oro, nascente, tenente con la branca sinistra un ramo di frassino al naturale Motto: Noxia serpentibus umbra                                                                                       |

### Hi
| Stemma | Casato e blasonatura |
| ------ | --- |
|        | Hierschel de Minerbi (Roma, Stresa) Titoli: Conte Inquartato: al 1º e 4º di rosso alla pianticella di frumento d'oro, nodrita sulla pianura erbosa la naturale, sostenuta da due leoncini d'argento affrontati; al 2º di azzurro alla testa di cervo d'oro ramosa di quattro pezzi; al 3º d'azzurro al vascello d'oro, guernito d'argento, imbandierato d'oro, nuotante sopra un mare di verde fluttuoso di argento e sul tutto: d'azzurro alla banda d'oro accompagnata da due stelle d'argento (citato in Spreti, vol. III, pag. 667) Banda di oro accompagnata da - 2 stelle (5 raggi) di argento poste in sbarra su scudetto di azzurro su - spiga di oro posta su terrazzo di verde su rosso sostenuta da - 2 leoni controrampanti di argento tutto su rosso - testa di cervo ramosa di 4 pezzi di oro su azzurro - vascello di oro cabinato di argento con bandiera svolazzante di oro dall'albero maestro su mare fluttuoso di azzurro e di argento su azzurro (citato in Leonemarinato, Hierschel de Minerbi) Cimiero: il leone d'argento, nascente, tenente una pianticella di formento d'oro Motto: Charitas, virtus, pietas |
|        | Hierschel de Minerbi (Stresa) Banda di oro accompagnata da - 2 stelle (5 raggi) di argento poste in sbarra su scudetto di azzurro su - spiga di oro posta su terrazzo di verde su rosso sostenuta da - 2 leoni controrampanti di argento tutto su rosso - testa di cervo ramosa di 4 pezzi di oro su azzurro - vascello di oro cabinato di argento con bandiera svolazzante Di oro dall'albero maestro su mare fluttuoso di azzurro e di argento su azzurro - bordura di rosso pieno (citato in Leonemarinato, Hierschel de Minerbi) |
|        | Himeneo (Tropea) (LA) Campum ceruleum in medio Bracchium ferreum tenens flammam subter duas stellas (citato in Tropea Magazine) |

### Ho
| Stemma | Casato e blasonatura |
| ------ | --- |
|        | Hoces o Hozes o Hozzes (Sicilia) D'oro, a cinque falci d'azzurro, manicate di rosso, ordinate in decusse (citato in Mango) D'oro, con cinque falci d'azzurro manicate di rosso ordinate in croce di s. Andrea (citato in Nobili di Sicilia, Hozes Copia archiviata, su famiglia-nobile.com. URL consultato il 22 marzo 2013 (archiviato dall'url originale il 5 marzo 2016).) |
|        | Hoe (la blasonatura non è stata ancora caricata) (citato in DAlena) |
|        | Hoebert (Oberti) (Zara) Titoli: Nobile dell'I. A. col predicato di Schwarzthal (Vamera) Inquartato: nel 1º di rosso al destrocherio vestito di acciaio, uscente dal lato sinistro dello scudo e tenente con la mano di carnagione una penna d'oca, d'argento; nel 2º d'azzurro alla gru d'argento tenente con la zampa destra alzata un s asso dello stesso; nel terzo, d'azzurro a due spade d'argento in decusse con l'elsa d'oro all'ingiù; nel 4º d'oro al libro aperto coi risguardi di rosso (citato in Spreti, vol. III, pag. 667) Braccio destro armato di argento uscente da destra afferrante con la mano di carnagione una penna di oca di argento posta in sbarra su rosso - gru di argento tenente con la zampa destra alzata la sua vigilanza dello stesso su azzurro - 2 spade incrociate di argento punte in alto gernite di oro su azzurro - libro aperto di argento con i risguardi di rosso su oro (citato in Leonemarinato, Hoebert) Cimiero: la gru dello scudo fra due proboscidi troncate d'argento e di rosso, e d'azzurro e d'oro |
|        | Hohenlohe Waldenburg Schillingfürst (Germania) 2 leopardi un sull'altro di nero su argento (citato in Leonemarinato, Hohemlohe Waldenburg Schillingfurst) |
|        | Hohenstaufen Dinastia sveva - Imperatori del S. R. I., Re di Germania, Re di Sicilia e di Puglia D'oro a tre leoni di rosso passanti posti in palo (arma antica) alias Interzato in palo: nel 1º d'azzurro, a tre pigne d'oro poste due e una; nel 2º d'oro a tre leoni di rosso passanti posti in palo; nel 3º di bianco alla Croce di Gerusalemme d'oro; col capo dentato di rosso e di bianco (Altavilla) (citato in Rutigliano, Hohenstaufen) Ornamenti: lo scudo poggia sull'aquila dell'impero (aquila spiegata di nero, membrata, imbeccata, linguata di nero e coronata d'oro) |
|        | Homodeis (la blasonatura non è stata ancora caricata) (citato in DAlena) |
|        | Hondis o Hondes (Provenza, Nizzardo) D'argento, a tre bande ondate, d'azzurro (citato in Bona, Hondis) |
|        | Hongran o Ongran (Nizza) Titolo: conti, conti di Fiano Troncato, al 1° d'azzurro, al castello d'argento, sormontato da una mezza luna, dello stesso, montante; al 2° di rosso, alla stella d'argento, accompagnata da due gigli d'oro; con la fascia d'oro, in divisa, sulla partizione alias Troncato, al 1° d'argento, a una torre rotonda di rosso, sormontata da una mezzaluna, dello stesso, al 2° d'azzurro, a due gigli, d'oro, posti in fascia, accompagnati in capo da una stella, dello stesso Motto: Firma et clara (citato in Bona, Hongran) |
|        | Honorati (Iesi, Roma, Ancona, Osimo) Titoli: Marchese, Nobile di jesi Di azzurro a tre fasce ondate di argento col capo di azzurro sostenute da una riga d'oro e caricate di un giglio e da tre (o due?) stelle (8) il tutto d'oro (citato in Spreti, vol. III, pag. 668) 3 fasce ondate di argento su azzurro - giglio di oro accostato da - 2 stelle (8 raggi) dello stesso su azzurro in capo - trangla di oro (citato in Leonemarinato, Honorati) |
|        | Horschitz (Amburgo, Cassel) Inquartato: nel 1º di rosso, all'alveare accompagnato da tre api volanti, il tutto d'oro; nel 2º d'azzurro al braccio estro vestito d'argento impugnante con la mano di carnagione un baculo d'argento in sbarra; nel 3º di azzurro, alla pecora rivoltata mirante in alto, ferma sopra una zolla di terra, il tutto di argento; nel 4º d'oro, al trifoglio di verde e gambuto dello stesso (citato in Spreti, vol. III, pag. 670) Alveare uscente dalla partizione accompagnato in alto da 3 api viste di dorso poste 2,1 tutto di oro su rosso - avambraccio destro vestito di argento uscente da destra impugnante con la mano di carnagione un bastone di argento posto in sbarra su azzurro - pecora rivolta passante testa alzata su dirupo uscente dalla punta sinistra al naturale su azzurro - trifoglio di verde posto in palo su oro (citato in Leonemarinato, Horschitz) |

### Hu
| Stemma | Casato e blasonatura |
| ------ | --- |
|        | Hugoni (Barcellonetta) Di rosso, mantellato d'argento, con il leone d'oro sul rosso (citato in Bona, Hugoni) |
|        | Hugot (Francia) D'oro a 3 triboli d'azzurro posti 2, 1 (citato in DAlena) |
|        | Humieres (Piccardia) D'argento cancellato di nero (citato in DAlena) |
|        | Huppmann (Dresda) Di azzurro, allo scaglione di argento, ripieno di rosso, accompagnato da tre stelle d'oro di 6 punte Motto: Labore et honore (citato in Spreti, vol. III, pag. 670) Scaglione di rosso bordato di argento accompagnato da - 3 stelle (6 raggi) di oro poste 2,1 tutto su azzurro (citato in Leonemarinato, Huppmann) |
|        | Hurtado de Mendoza o Mendoza (Castiglia) Titolo: marchesi di San Germano Di verde, alla banda di rosso bordata d'oro (arma antica) (citato in Bona, Mendoza) |

### Hy
| Stemma | Casato e blasonatura |
| ------ | --- |
|        | Hyerace e Hyeraci (Castelvetere-Caulonia) D'argento allo sparviero, posato su di un destrocherio guantato, vestito ed uscente dal fianco sinistro dello scudo il tutto al naturale |